# EdX
edX ist eine Plattform für Massive Open Online Courses, auf der weltweit Kurse aus verschiedenen Themenbereichen angeboten werden. Diese werden von über 160 Partneruniversitäten und weiteren Instituten bereitgestellt. Ende 2020 hatte edX mehr als 35 Millionen Nutzer, die an über 3000 Kursen teilnahmen.

## Geschichte
Die Non-Profit-Organisation wurde im Mai 2012 von der Harvard-Universität und dem Massachusetts Institute of Technology gegründet. 2013 wurde die Plattformsoftware in Zusammenarbeit mit der Stanford-Universität unter dem Namen edX weiterentwickelt und unter einer freien Lizenz auf GitHub zur Verfügung gestellt. In Deutschland beteiligen sich die TU München und die RWTH Aachen durch Bereitstellung frei zugänglicher Lerninhalte. Auch Organisationen außerhalb des akademischen Umfelds wie die Linux Foundation bieten Kurse an. Die amerikanische Firma 2U, Inc. hat 2021 die Organisation edX für 800 Millionen Dollar übernommen. Die Software Open edX verbleibt in einer gemeinnützigen Organisation.

## Funktionsweise
Die Kurse bestehen aus wöchentlichen Lerneinheiten, welche sich zumeist aus verschiedenen Videoinhalten und entsprechenden Übungen zusammensetzen, in denen die gelernten Konzepte angewendet werden. Die Kurse sind in der Regel so ausgelegt, dass der Teilnehmer das Lerntempo selbst bestimmen kann und im Verlauf des Kurses gegebenenfalls mehrere Tests absolviert werden müssen. edX bietet außerdem gegen eine Gebühr Zertifikate für das erfolgreiche Absolvieren von Kursen an.

## Bezahlmodell
Am 17. Dezember 2018 gab edX die Einführung eines neuen Preismodells bekannt, das einige Änderungen an den kostenlosen (Audit Track) und kostenpflichtigen (Verified Track) Optionen der Plattform beinhaltet. Studierende, die sich für den kostenlosen (Audit-)Track entscheiden, haben nur noch für die Dauer des Kurses Zugang zu den Kursmaterialien. Nach Beendigung des Kurses können Nutzer des kostenlosen Tracks nicht mehr auf die Kursinhalte zugreifen. Kursteilnehmer haben jedoch die Möglichkeit innerhalb einer bestimmten Frist auf den bezahlten verifizierten Track zu wechseln, um weiterhin die Inhalte zu nutzen und ein Zertifikat zu bekommen. Im bezahlten "Verified Track" haben Studenten weiterhin uneingeschränkten Zugang zu allen Kursmaterialien, einschließlich der benoteten Aufgaben, die für den Erwerb eines Zertifikats erforderlich sind. Durch diese Änderungen möchte edX langfristige Nachhaltigkeit erreichen und weiterhin allen Nutzerinnen und Nutzern eine erschwingliche und qualitativ hochwertige Bildung bieten.